# Централноафричка Република на Светском првенству у атлетици на отвореном 2019.
Централноафричка Република је учествовала на 17. Светском првенству у атлетици на отвореном 2019. одржаном у Дохи од 27. септембра до 6. октобра седамнаести пут, односно учествовала је на свим првенствима до данас. Репрезентацију Централноафричке Републике представљала је једна такмичарка која се такмичила у трци на 200 метара.,
На овом првенству такмичарка Централноафричке Републике није стартовала.

## Учесници
Мушкарци
- Кетура Ндоје Ти Нзапа — 200 м

## Резултати

### Жене
| Атлетичарка           | Дисциплина | Лични рекорд | Квалификације      | Квалификације      | Полуфинале            | Полуфинале            | Финале                | Финале                | Детаљи |
| Атлетичарка           | Дисциплина | Лични рекорд | Резултат           | Место              | Резултат              | Место                 | Резултат              | Место                 | Детаљи |
| --------------------- | ---------- | ------------ | ------------------ | ------------------ | --------------------- | --------------------- | --------------------- | --------------------- | ------ |
| Кетура Ндоје Ти Нзапа | 200 м      | 26,59        | Није се стартовала | Није се стартовала | Није се квалификовала | Није се квалификовала | Није се квалификовала | Није се квалификовала |        |